# Mordellistena pseudobrevicauda
Mordellistena pseudobrevicauda es una especie de coleóptero de la familia Mordellidae.

## Distribución geográfica
Habita en el paleártico: Eurasia.